# Col d'Ayous
Le col d'Ayous est un col de montagne situé au pied du pic d'Ayous (2 288 m) entre la vallée d'Aspe et la vallée d'Ossau dans les Pyrénées-Atlantiques. Le col se trouve sur le territoire de la commune d'Etsaut.

## Toponymie
Le mot ayoû, une variante du gascon abayoû signifiant « airelle » ou « myrtille », pourrait expliquer ce toponyme, à moins que l'absence d'article pluriel n'indique une origine plus ancienne.

## Géographie

### Topographie
Sur son versant est se trouvent les lacs d'Ayous (lac Bersau, 2 083 m ; lac Gentau, 1 947 m ; lac du Miey, 1 914 m ; lac Roumassot, 1 845 m) et le refuge d'Ayous.
Le col offre un passage au GR 10 depuis le chemin de la Mâture et la Baigt de Sencours en vallée d'Aspe pour rejoindre le lac de Bious-Artigues en vallée d'Ossau. Un accès plus direct en Aspe est possible depuis le vallon de Larry au sud d'Urdos.

### Géologie
Les roches rouges du col datent du Paléozoïque, de la période du Permien et de l'étage Assélien (ancien Autunien). Ces roches font partie de l'ensemble volcanique de l'Anayet, formé durant l'épisode du même nom, et sont constituées de pélites versicolores dites du Somport. Les pélites sont des roches sédimentaires de type détritiques et recouvrent (ou alternent avec) des roches volcaniques.